# Hans Bussard
Hans Bussard (* 10. Dezember 1863 in Mannheim; † 22. November 1946 in Möckmühl) war ein deutscher Theaterschauspieler, Opernsänger (Tenor), Regisseur und Gesangspädagoge.

## Leben
Bussard wollte ursprünglich studieren, aber entschied sich dann für den Beruf des Schauspielers. Im September 1882 stand er erstmals als „Stabsarzt Schäfer“ in „Krieg und Frieden“ in Krensburg in Schlesien als Schauspieler auf der Bühne. Danach entschloss er sich zur Gesangsausbildung, die in Berlin durch Professor Engel erfolgte.
Seine Karriere als Opernsänger begann 1887 am Stadttheater von Koblenz. Anschließend wirkte er von 1889 bis 1890 am Stadttheater von Magdeburg, von 1890 bis 1891 am Stadttheater von Nürnberg und von 1891 bis 1895 am Hoftheater von Wiesbaden. 1895 wurde er an die Hofbühne von Karlsruhe verpflichtet, der er bis 1925 als Mitglied angehörte.
Zu seinem 70. Geburtstag trat er 1934 in Karlsruhe nochmals als „Eisenstein“ in der „Fledermaus“ auf, zudem war er in Karlsruhe auch als Gesanglehrer tätig.

## Ehrungen
- 1902 Jubiläumsmedaille
- 1908 Ritterkreuz des Ordens vom Zähringer Löwen II. Klasse[1]